# Guadalupe Martín González
Guadalupe Martín González, née le 5 août 1960, est une femme politique espagnole membre du Parti socialiste ouvrier espagnol (PSOE).
Elle est élue députée de la circonscription de Tolède lors des élections générales de mars 2008.

## Biographie

### Vie privée
Mariée, elle est mère de deux filles.

### Études et profession
Elle réalise ses études supérieures à la prestigieuse université complutense de Madrid où elle obtient une maîtrise en médecine et chirurgie. Elle exerce comme médecin de famille.

### Maire de Mocejón
Elle postule sur la liste du PSOE à l'occasion des élections municipales de mai 1991 et se retrouve élue conseillère municipale de Mocejón dans la province de Tolède. Réélue lors du scrutin de 1995, elle est choisie comme cheffe de file lors des élections locales de juin 1999. Avec 1 123 voix et 45,8 % des suffrages exprimés, sa liste arrive en tête et remporte cinq mandats sur les 11 à pourvoir. Elle profite d'un rapport de force favorable à la gauche pour être proclamée maire de la petite ville le 4 juillet suivant après deux mandatures du Parti populaire. Elle démissionne en mai 2001 mais conserve son mandat de conseillère jusqu'aux élections de 2015.

### Haute-fonctionnaire de Castille-La Manche
Elle est nommée, en septembre 1995, déléguée du département du Bien-être social de la Junte des communautés de Castille-La Manche dans la province de Tolède par le président José Bono, sous l'autorité du conseiller Francisco Belmonte Romero. Elle reste en poste jusqu'en février 1997. En 2001, alors maire de Mocejón, elle est appelée au poste de directrice générale à l'Action sociale par le conseiller Tomás Mañas González. En juillet 2003, elle obtient la compétence en matière de Coopération internationale après le remaniement gouvernement consécutif aux élections régionales. Elle change une nouvelle fois d'attributions en juillet 2007 lorsqu'elle est nommée directrice générale à la Coordination des Addictions par le président de la Junte José María Barreda.
Elle est relevée de ses fonctions administratives en janvier 2008 afin de se porter candidate lors des élections générales de mars suivant.

### Membre du Congrès des députés
Elle est effectivement investi en deuxième position sur la liste de José Bono dans la circonscription de Tolède et est élue membre du Congrès des députés après que la liste a remporté trois des sièges en jeu. Membre de la commission de l'Intérieur et de la commission pour les Politiques d'intégration du handicap, elle exerce les fonctions de porte-parole adjointe à la commission de la Santé, de la Politique sociale et de la Consommation. En juillet 2008, elle est choisie comme vice-secrétaire générale du PSOE de Castille-La Manche par Barreda. Elle conserve sa position lors des élections législatives de novembre 2011 sur la liste conduite par Alejandro Alonso Núñez. Obtenant un nouveau mandat, elle conserve ses responsabilités parlementaires précédentes et devient porte-parole titulaire à la commission de la Coopération internationale pour le Développement en fin de législature.
Elle est promue tête de liste pour les élections générales de décembre 2015, et remporte deux mandats sur les six à pourvoir ; sa liste se classant en deuxième position derrière celle du Parti populaire de María Dolores de Cospedal. Réélue au Congrès avec son collègue José Miguel Camacho, elle devient première secrétaire de la commission de la Santé et des Services sociaux et vice-présidente de la commission des Pétitions. Elle est également inscrite à la commission bicamérale pour l'Union européenne. Toujours candidate pour le scrutin anticipé de juin 2016, elle conserve son mandat parlementaire ainsi que ses responsabilités institutionnelles.